# Opole (stad)
Opole (uitspraak: [ɔˈpɔlɛ], ong. oppole) (Duits: Oppeln) is een stad in Polen en de hoofdstad van de gelijknamige woiwodschap Opole.
Opole is de zetel van het bisdom Opole en heeft een universiteit en een technische universiteit.

## Geschiedenis

### Middeleeuwen
Opole was al vroeg een centrum - burcht en aansluitende nederzetting - van de Westslavische stam van de Opolanen, en werd als zodanig in 845 voor het eerst genoemd. In die eeuw kwam het onder gezag van het Moravische Rijk, een eeuw later werd dat rijk een deel van het hertogdom Bohemen, en rond 990 slaagde de eerste Poolse koning Mieszko erin het gebied onder zijn gezag te brengen. Het Poolse koninkrijk had een zwakke centrale organisatie en in de machtsstrijd tussen zijn opvolgers werd Polen verdeeld, waarbij Silezië in 1138 onder Vladislav II kwam en in 1179 weer in verschillende vorstendommen werd onderverdeeld. Vorst Jaroslav werd toen hertog (piast) van Opole. Na 1211 werd door hertog Casimir een stad ingericht naar Duits recht en bevolkt met burgers uit het Duitse Rijk, onder wie ook Vlamingen en Walen. Niet lang daarna werden een hertogelijke burcht en de eerste stadskerk gebouwd. De Mongoolse invasie van 1241 verwoestte de stad en zij moest opnieuw gesticht worden. Silezië en dus ook het hertogdom Oppeln werden deel van het Duitse Rijk toen de verschillende Silezische hertogen (piasten) besloten om de Duitse keizer, die tegelijk ook koning van Bohemen was, als hun leenheer te erkennen. De Boheemse invloed nam daarna sterk toe ten koste van de Poolse. Het hof van de Piasten in Opole/Oppeln gebruikte naast Duits ook Tsjechisch en zelden Pools. In 1281 richtten de piasten van Opole de burcht in als hun residentie.

### Habsburgse rijk
Na het uitsterven van het Oppelner piatengeslacht kwam in 1532 het hertogdom onder hun leenheren, de Habsburgers, die het Boheemse koningschap aan zich hadden gebracht, en toen keizers van het Duitse Rijk waren geworden. De Reformatie had in die tijd geen blijvende invloed en de stad bleef bij het door de Habsburgers gesteunde oude - katholieke - geloof. Een brand verwoestte de stad grotendeels in 1679. Zij moest opnieuw bevolkt worden. Hoewel zij tot die tijd door Duits- en Poolstaligen was bewoond, werden de eerstgenoemden nu een zodanig grote meerderheid dat de officiële taal sindsdien uitsluitend Duits was, en dat zou nog eens versterkt worden door het staatscentralisme in de tweede helft van de 18de eeuw. De omgeving van de stad bleef overigens Poolstalig.

### Koninkrijk Pruisen
In 1742 annexeerde Pruisen Silezië en Oppeln werd nu een Pruisische ambtenaren- en garnizoensstad, de hoofdstad van de provincie Opper-Silezië. De stagnatie sinds de 16de eeuw bleef nog meer dan een eeuw voortbestaan, totdat in het oosten van deze provincie de mijnbouw en de daarop gebaseerde verwerkende industrieën zich ontwikkelden. Oppeln werd in de jaren veertig van de 19e eeuw aangesloten op het spoorwegnet, en hoewel het zelf  buiten het industriegebied lag, vestigden zich na 1860 in de stad fabrieken als toeleveranciers, en werd aan de Oder een haven aangelegd. De plattelandsbevolking rondom de stad zou tot in de moderne tijd Poolstalig blijven, en toen na 1870 de bevolking van de stad tot 1910 verviervoudigde, door migratie van het omringende platteland, nam het aantal Poolstaligen toe van 5 tot 20%. 

### Interbellum 1919-1944
In 1919 maakte het nieuw opgerichte Polen aanspraak op Opper-Silezië, en vanwege de weerstand van een groot deel van de bevolking leidde dat tot een burgeroorlog. Polen stelde dat Poolssprekenden met hun woongebied bij Polen hoorden maar meer dan de helft van de Poolstaligen, dat wil zeggen tweetaligen, was Duitsgezind en de Geallieerden besloten daarom een volksstemming te laten beslissen. In Oppeln stemde bijna 95% van de bevolking, hoewel zij voor 20% tweetalig, en dus ook Poolstalig was, voor opneming in het staatsverband van de nieuwe Duitse republiek. Ook in de wijde omgeving was een meerderheid daarvoor. Dit westelijke deel van Opper-Silezië werd daarom bij Duitsland gelaten. De politieke gezindheid was er niet alleen Duits, maar ook katholiek en toen in de aangrenzende provincie Neder-Silezië in 1932 even meer dan de helft van de kiezers op de nationaalsocialistische partij stemde, behaalden de nazi’s in Oppeln nog geen 28%. De katholieke ‘Zentrumspartei’ verenigde toen 36% en de socialisten en communisten tezamen 26% van de kiezers achter zich. Na de nazistische machtsovername werd het Pools stap voor stap verboden, het laatst in de kerk. De grote Joodse gemeente werd ontmanteld, en Joodse winkels gesloten en de synagogen verwoest. De Joodse burgers verdwenen, eerst door emigratie maar al snel ook door deportatie naar het regionale getto van waaruit de laatsten van de 8.000 bewoners in 1941 naar de vernietigingskampen gedeporteerd werden. Weinigen kwamen daaruit terug. 

### Na 1944
Bij de nadering van de Sovjetlegers vluchtten de meeste burgers naar dorpen in de omgeving of naar het nabijgelegen Breslau (na 1945 Wrocław). Toen Oppeln op 15 maart 1945 na haar verwoesting werd ingenomen, woonden er nog maar 170 mensen. Het burgerlijke bestuur kwam nu in handen van Poolse ambtenaren en milities die nieuwe Poolse bewoners hierheen dirigeerden. De industriële installaties werden ontmanteld en naar de Sovjet-Unie overgebracht. Achterblijvende Duitstaligen uit stad en omgeving werden in het concentratiekamp Lambsdorf opgesloten in afwachting van hun uitwijzing later dat jaar. Velen overleefden dat niet. Tweetaligen kregen de gelegenheid om zich aan te melden voor het Poolse staatsburgerschap. Daarvoor moesten zij zich laten examineren, wat mogelijk ook een straf kon betekenen voor collaboratie met de nazi's. De meesten besloten zich aan te melden als Pool hoewel een aanzienlijk deel van hun zich toch als Duitser liet uitwijzen (zie Verdrijving van Duitsers na de Tweede Wereldoorlog). Sindsdien werd alles wat aan het Duitse verleden herinnerde systematisch verwijderd en vernietigd. Opole kreeg een nieuw – nationaal Pools – verleden waarin het Duitse verleden werd afgedaan als een 'vreemde bezetting'. De kinderen van de tweetaligen, die vaak alleen nog Duits spraken, kregen een speciale en strenge Poolse heropvoeding. En de Duitse taal werd in het openbaar en in het onderwijs verboden. Dat gold tot 1990. Daarna kregen de tweetaligen in de omgeving, in gemeenten waar zij meer dan 20% telden, weer het recht om Duits te gebruiken en als ‘Duitse minderheid’ eigen verenigingen op te richten. De stad Opole werd het centrum van die minderheid, hoewel ze in de stad zelf een kleine minderheid vormt en voornamelijk in de omringende dorpen leeft (zie Duitse minderheid in Polen). 
Na de oorlog werd op grote schaal nieuwe industrie ontwikkeld en breidde het onderwijs zich uit met een universiteit als bekroning in 1994.

## Verkeer en vervoer
- Station Opole Grotowice
- Station Opole Port
- Station Opole Wschodnie

## Partnersteden
Opole onderhoudt jumelages met Alytus (Litouwen), Belgorod (Rusland), Bruntál (Tsjechië), Carrara (Italië), Grasse (Frankrijk), Ingolstadt, Mülheim an der Ruhr en Potsdam (alle Duitsland), Ivano-Frankivsk (Oekraïne), Kuopio (Finland), Roanoke County (Virgina, VS) en Székesfehérvár (Hongarije).

## Geboren
- Bronislaw Ferdynand Trentowski (1808–1869), Pools balling en filosofisch aanhanger van het messianisme
- Eduard Schnitzer (1840-1892), als Emin Pasha Ottomaans bestuursambtenaar in Egypte en ontdekkingsreiziger
- Friedrich Münzer (1868-1942), Duits klassiek filoloog
- Max Wiener (1882–1950), hoofdrabbijnen van het liberale jodendom in Duitsland
- Hans-Adolf von Moltke (1884–1943), Duits ambassadeur in Turkije en Spanje
- Theodor Kaluza (1885-1954), wiskundige en hoogleraar aan universiteiten in Duitsland
- Ruth Seydewitz-Lewy (1905–1989), socialistisch en zionistisch activiste in Silezië en na de oorlog voorzitster van de DDR-Kulturbund
- Norbert Jaeschke (1927-2018), DDR-ambassadeur in Turkije en Denemarken
- Hans-Busso von Busse (Arthur Rudolf) (1930–2009), architect in Amerika en de BRD
- Joachim Hubertus Nowack (1935), natuurkundige en parlementslid in de DDR
- Werner Glaubitz (1936)  leider West-Duits werkgeversverbond voor de metaal
- Ben Muthofer (1937), beeldend kunstenaar in Duitsland en Amerika
- Jürgen Peters (1944), bestuursvoorzitter metaalarbeiders-vakverbond in de BRD (IGMetall)
- Joachim Zeller (1952-2023), burgemeester van Berlin-Mitte en lid Europees Parlement
- Grzegorz Schetyna (1963), president van Polen (2010)
- Miroslav Klose (1978), voetballer en recordhouder in Duitsland
- Aleksander Polaczek (1980), ijshockeyspeler in Duitdsland
- Karolina Wydra (1981), Pools actrice en model

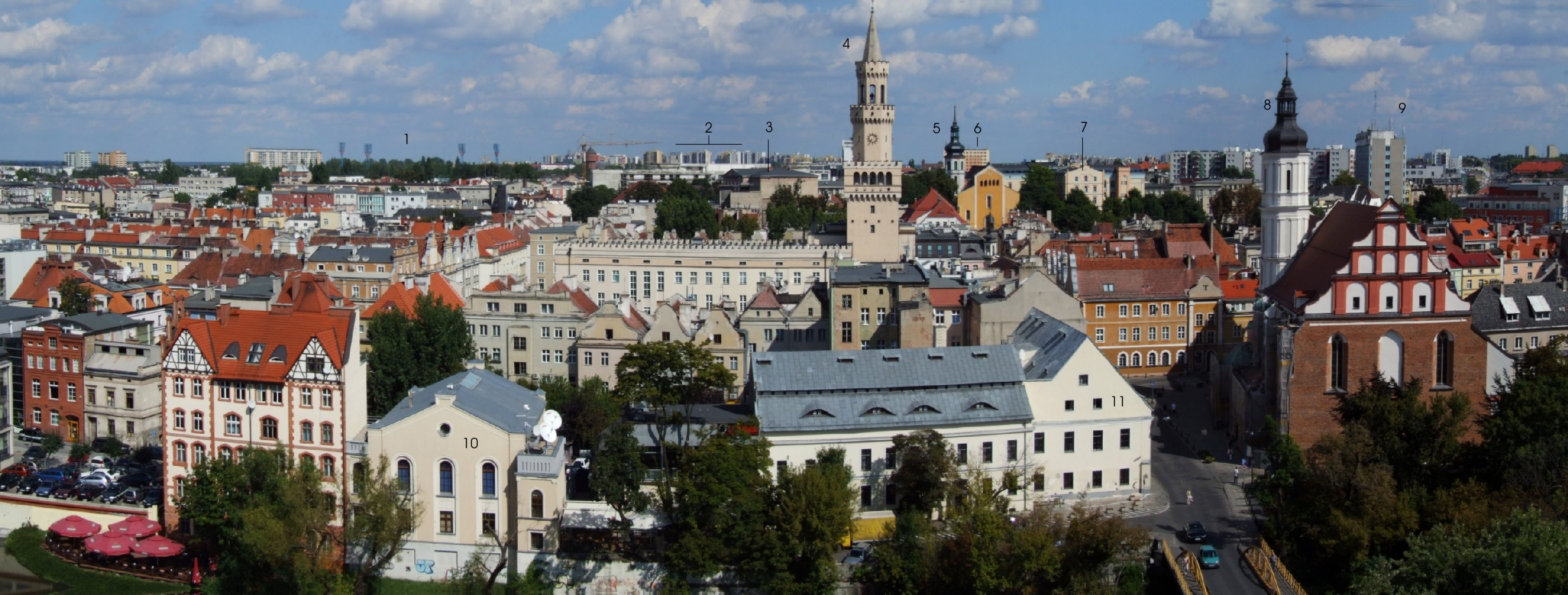
De binnenstad van Opole
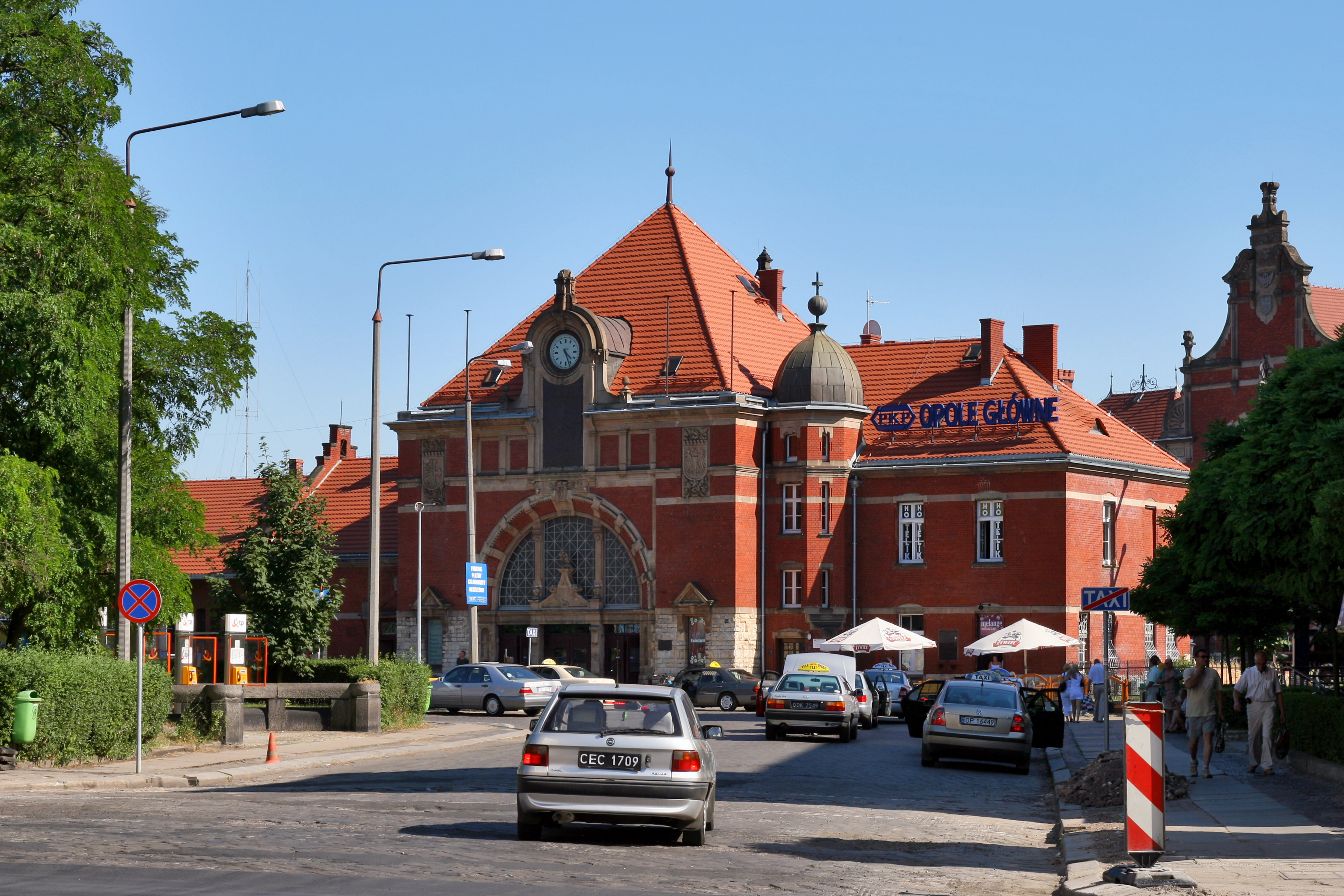
Station, gebouwd door de Deutsche Reichsbahn

Stadsdistrict:
Opole

Districten:
Brzeg · Głubczyce · Kędzierzyn-Koźle · Kluczbork · Krapkowice · Namysłów · Nysa · Olesno · Opole · Prudnik · Strzelce